# Cardiophorus cobossanchezi
Cardiophorus cobossanchezi là một loài bọ cánh cứng trong họ Elateridae. Loài này được Diaz de Castro & Sanchez-Ruiz miêu tả khoa học năm 2002.